# Windischleuba
Windischleuba is een gemeente in de Duitse deelstaat Thüringen, en maakt deel uit van de Landkreis Altenburger Land.
Windischleuba telt 1.897 inwoners.